# Peter Renkens
Peter Renkens (Brasschaat, 20 de julio de 1967-Deurne, 14 de febrero de 2023) fue un cantante belga. Fue el líder de Confetti's.
Recordado por temas de la década de 1980 y principios de la de 1990 con temas como The Sound of C , C in China  y Put'm Up. Confetti, los productores, fueron Serge Ramaekers y Dominic Sas.
La banda existió desde 1988 hasta su disolución en 1992.
 Renkens se convirtió en miembro de C-Mobility y luego trabajó como bailarina de un club en Wuustwezel.
Renkens luchó con problemas de salud mental; le diagnosticaron un trastorno maníaco depresivo. Después de los Confetti, Peter Renkens opta por una vida en el anonimato, durante los últimos años de su vida vivió en Deurne. Falleció el 14 de febrero de 2023 a los 55 años.